# Grand Prix Monaka 1974
Grand Prix Monaka 1974 (oficiálně XXXII Grand Prix de Monaco) se jela na okruhu Circuit de Monaco v Monte Carlu v Monaku dne 26. května 1974. Závod byl šestým v pořadí v sezóně 1974 šampionátu Formule 1.

## Závod
| Poř.   | No. | Jezdec               | Konstruktér       | Počet kol | Čas/Odstoupení | Pořadí na startu | Body |
| ------ | --- | -------------------- | ----------------- | --------- | -------------- | ---------------- | ---- |
| 1      | 1   | Ronnie Peterson      | Lotus-Ford        | 78        | 1:58:03.7      | 3                | 9    |
| 2      | 3   | Jody Scheckter       | Tyrrell-Ford      | 78        | + 28.8         | 5                | 6    |
| 3      | 17  | Jean-Pierre Jarier   | Shadow-Ford       | 78        | + 48.9         | 6                | 4    |
| 4      | 11  | Clay Regazzoni       | Ferrari           | 78        | + 1:03.1       | 2                | 3    |
| 5      | 5   | Emerson Fittipaldi   | McLaren-Ford      | 77        | + 1 kolo       | 13               | 2    |
| 6      | 28  | John Watson          | Brabham-Ford      | 77        | + 1 kolo       | 23               | 1    |
| 7      | 26  | Graham Hill          | Lola-Ford         | 76        | + 2 kola       | 21               |      |
| 8      | 27  | Guy Edwards          | Lola-Ford         | 75        | + 3 kola       | 26               |      |
| 9      | 4   | Patrick Depailler    | Tyrrell-Ford      | 74        | + 4 kola       | 4                |      |
| Ret    | 15  | Henri Pescarolo      | BRM               | 62        | Převodovka     | 27               |      |
| Ret    | 2   | Jacky Ickx           | Lotus-Ford        | 34        | Motor          | 19               |      |
| Ret    | 12  | Niki Lauda           | Ferrari           | 32        | Zapalování     | 1                |      |
| Ret    | 24  | James Hunt           | Hesketh-Ford      | 27        | Hřídel         | 7                |      |
| Ret    | 33  | Mike Hailwood        | McLaren-Ford      | 11        | Nehoda         | 10               |      |
| Ret    | 7   | Carlos Reutemann     | Brabham-Ford      | 5         | Zavěšení       | 8                |      |
| Ret    | 37  | François Migault     | BRM               | 4         | Nehoda         | 22               |      |
| Ret    | 22  | Vern Schuppan        | Ensign-Ford       | 4         | Nehoda         | 25               |      |
| Ret    | 9   | Hans Joachim Stuck   | March-Ford        | 3         | Kolize         | 9                |      |
| Ret    | 14  | Jean-Pierre Beltoise | BRM               | 0         | Kolize         | 11               |      |
| Ret    | 6   | Denny Hulme          | McLaren-Ford      | 0         | Kolize         | 12               |      |
| Ret    | 20  | Arturo Merzario      | Iso-Marlboro-Ford | 0         | Kolize         | 14               |      |
| Ret    | 10  | Vittorio Brambilla   | March-Ford        | 0         | Kolize         | 15               |      |
| Ret    | 16  | Brian Redman         | Shadow-Ford       | 0         | Kolize         | 16               |      |
| Ret    | 18  | Carlos Pace          | Surtees-Ford      | 0         | Kolize         | 18               |      |
| Ret    | 23  | Tim Schenken         | Trojan-Ford       | 0         | Kolize         | 24               |      |
| DNS    | 19  | Jochen Mass          | Surtees-Ford      |           |                | 17               |      |
| DNS    | 30  | Chris Amon           | Amon-Ford         |           |                | 20               |      |
| DNQ    | 8   | Rikky von Opel       | Brabham-Ford      |           |                |                  |      |
| Zdroj: |     |                      |                   |           |                |                  |      |

## Průběžné pořadí po závodě
Pohár jezdců
| Pořadí | Jezdec             | Body |
| ------ | ------------------ | ---- |
| 1      | Emerson Fittipaldi | 24   |
| 2      | Clay Regazzoni     | 22   |
| 3      | Niki Lauda         | 21   |
| 4      | Jody Scheckter     | 12   |
| 5      | Denny Hulme        | 11   |
| Zdroj: |                    |      |

Pohár konstruktérů
| Pořadí | Konstruktér  | Body |
| ------ | ------------ | ---- |
| 1      | McLaren-Ford | 37   |
| 2      | Ferrari      | 30   |
| 3      | Tyrrell-Ford | 13   |
| 4      | Lotus-Ford   | 13   |
| 5      | Brabham-Ford | 10   |
| Zdroj: |              |      |